# Greatest Videoz
Greatest Videoz è un DVD dei Limp Bizkit, pubblicato il 9 novembre 2005 insieme alla loro raccolta Greatest Hitz.
È stato pubblicato sotto le due etichette per cui i Bizkit sono stati sotto contratto, la Geffen e la Flip Records. Il DVD comprende tutti i video del gruppo floridiano, esclusi quelli per Sour, Take a Look Around, "The Truth" ed "Home Sweet Home/Bittersweet Symphony".

## Tracce
1. Counterfeit
2. Faith
3. Nookie
4. Break Stuff
5. Re-Arranged
6. N 2 Gether Now
7. My Generation
8. Rollin' (Air Raid Vehicle)
9. My Way
10. Boiler
11. Eat You Alive
12. Behind Blue Eyes

## Formazione
- Fred Durst - voce
- Wes Borland - chitarra
- Mike Smith - chitarra
- Sam Rivers - basso
- John Otto - batteria
- DJ Lethal - giradischi

## Partecipazioni
- Sen Dog (Cypress Hill), Thom Hazaert (presidente della Corporate Punishment Records) - Counterfeit
- Jonathan Davis, Reginald Arvizu, Brian Welch - Faith, riprese dal Family Values Tour
- Eminem, Dr. Dre, Jonathan Davis, Snoop Dogg, Pauly Shore - Break Stuff
- Matt Pinfield, vj di MTV - Rearranged
- Method Man, Pauly Shore - N 2 Gether Now
- Ben Stiller, Stephen Dorff - Rollin'
- Bill Paxton, Thora Birch - Eat You Alive
- Halle Berry - Behind Blue Eyes

## Curiosità
- Il video per "Counterfeit" è stato diretto da Roger Pistole e Jonathan Crafen, gli altri da Fred Durst. Alla regia del clip per "Boiler" ha anche contribuito Dave Meyers.
- Sul DVD sono presenti le versioni non censurate dei video.